# Ulvi (Avinurme)
Ulvi − wieś w Estonii, w prowincji Virumaa Wschodnia, w gminie Avinurme.